# Bălți-Steppe

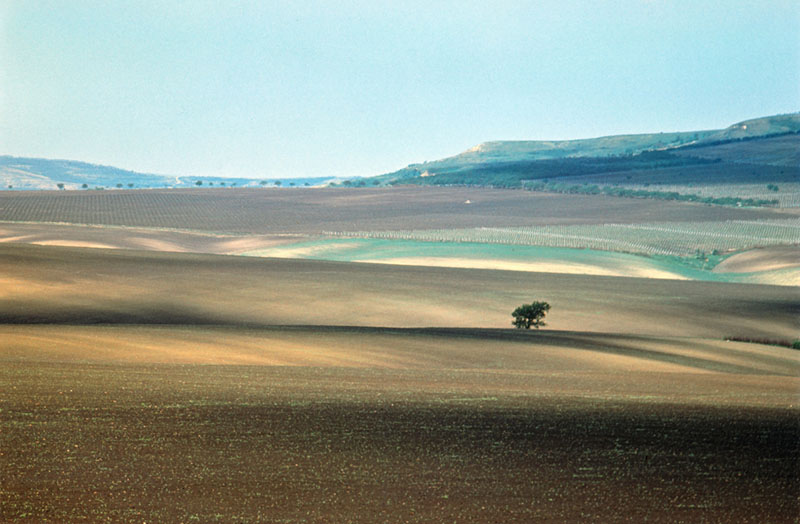
Bălți-Steppe (1980)

Die Bălți-Steppe (deutsch Belzer Steppe) ist eine aride, baumlose Graslandschaft im Nordwesten der Republik Moldau. Sie gehört zur historischen Landschaft Bessarabien und wurde im 19. Jahrhundert auch von deutschen Siedlern bewohnt.
Die Bălți-Steppe ist eine hügelige Landschaft und besitzt zum Teil fruchtbare Schwarzerdeböden. Wälder und Gehölze sind nur noch kleinflächig vorhanden. Sie konzentrieren sich nahe den Ufern der Flüsse Dnister und Răut sowie an den zahlreichen Seen und Nebenflüssen.
Alle Flüsse fließen bei geringem Gefälle in südöstliche Richtung und münden ins Schwarze Meer. Im Sommer fallen die meisten Steppenflüsse fast trocken. Das Klima des Gebietes ist kontinental, mit trockenheißen Sommern und kalten Wintern.
Die landwirtschaftliche Nutzung dieser Steppenregion umfasst den Anbau von Getreide (Weizen und Mais) und Sonnenblumen; bedeutsam ist auch die Pferde-, Rinder und Schafzucht.

## Geschichte
Geschichtlich bildet die Bălți-Steppe die Heimat einer Tataren-Völkerschaft aus dem Stammesverband der Goldenen Horde. Mehrere Jahrhunderte zuvor stand Bessarabien unter der Herrschaft der Petschenegen. Etwa 1511 begann von Süden ein schleichender Eroberungsfeldzug unter Sultan Bayezid II. Das Gebiet wurde zunächst wieder tatarischen Hirten der Nogaier-Horde überlassen. Von Beginn des 16. Jahrhunderts bis 1859 bildete das Fürstentum Moldau, ein Vasallenstaat des Osmanischen Reiches, den westlichen Nachbarn. Dieses fruchtbare Gebiet war Ziel der habsburgischen und russischen Expansionsbestrebungen im 18. und 19. Jahrhundert. Die Grenze zwischen dem Osmanischen Reich und Russland verlief ab 1812 am Fluss Pruth. Im zugesprochenen Gebiet errichtete Russland das Gouvernement Bessarabien. Hauptstadt wurde das mittelbessarabische Kischinew (Chișinău). Generalgouverneur von Neurussland und Bessarabien wurde 1823 Michail Semjonowitsch Woronzow.
Bis zur Mechanisierung und Kollektivierung der Landwirtschaft in der Sowjetzeit waren bei der Nutztierhaltung Rinder weiter verbreitet als Pferde. Die bessarabischen Landwirte setzten beim Bestellen ihrer Ackerflächen vor allem Ochsen als Zugtiere ein, die eingewanderten Bessarabiendeutschen aber nur Pferde. Deutsche Auswanderer, die der russische Zar Alexander I. ab 1813 als Kolonisten ins Land rief, wirtschafteten als selbstständige Bauern auf eigenem Boden.